# Unione internazionale degli istituti di archeologia, storia e storia dell’arte in Roma
Die Unione internazionale degli istituti di archeologia, storia e storia dell’arte in Roma in der Via di Sant’Eufemia 13 in Rom ist eine Vereinigung etlicher in der italienischen Hauptstadt ansässiger ausländischer und italienischer Forschungseinrichtungen, die in den Bereichen Archäologie, Geschichte und Kunstgeschichte tätig sind. Die Vereinigung dient dem internationalen wissenschaftlichen Austausch und der Koordinierung der Forschung.

## Mitglieder
Der Vereinigung gehören neben der Associazione Internazionale di Archeologia Classica 36 Organisationen aus 20 Staaten an, darunter folgende deutsche, österreichische und schweizerische Einrichtungen:
- Deutsches Archäologisches Institut Rom
- Deutsches Historisches Institut Rom
- Deutsche Akademie Rom Villa Massimo
- Bibliotheca Hertziana
- Römisches Institut der Görres-Gesellschaft
- Österreichisches Historisches Institut in Rom
- Istituto Svizzero di Roma

Einen (nicht ganz vollständigen) Überblick über die weiteren ausländischen Institute gibt die Liste der ausländischen archäologischen, historischen und kunsthistorischen Institute in Rom.
Die zehn italienischen Institute der Vereinigung sind:
- Accademia Nazionale dei Lincei
- Giunta centrale per gli studi storici
- Istituto Italiano per la Storia Antica
- Istituto Storico Italiano per il Medio Evo
- Istituto Storico Italiano per l’Età Moderna e Contemporanea
- Istituto per la Storia del Risorgimento Italiano
- Istituto Italiano di Numismatica
- Società Romana di Storia Patria
- Istituto Nazionale di Archeologia e Storia dell’Arte
- Istituto Nazionale di Studi Romani

## Geschichte
Die Vereinigung teilt den geschichtlichen Hintergrund weitestgehend mit der ebenfalls am Ende des Zweiten Weltkriegs gegründeten Associazione Internazionale di Archeologia Classica. Beide stehen in sehr engem Zusammenhang mit der Geschichte der deutschen Forschungseinrichtungen in Rom, insbesondere mit der Vorgeschichte des Deutschen Archäologischen Instituts.
Im Zweiten Weltkrieg beschloss die deutsche Führung zwischen Dezember 1943 und Februar 1944, die Bibliotheken des Deutschen Archäologischen Instituts und des Deutschen Historischen Instituts, die Bibliotheca Hertziana sowie die Bibliothek des Kunsthistorischen Instituts in Florenz an sichere Orte in Deutschland und Österreich zu bringen. Mit einem Schreiben vom 14. Dezember 1943 versuchte Kardinal Giovanni Mercati, den Leiter der Bibliotheca Hertziana, Leo Bruhns, davon abzuhalten, die „äußert wertvollen und unvergleichlichen Spezialbibliotheken, (…) ein wirkliches Ornament des gebildeten Roms“ auf einen langen Weg zu schicken, der „ständig von alliierten Flugzeugen bombardiert wird“.
Die Vereinigung entstand zusammen mit der Associazione Internazionale di Archeologia Classica am Ende des Zweiten Weltkriegs, um den Alliierten, die die deutschen Bibliotheken wieder an ihre Standorte in Rom und Florenz zurückzubringen gedachten, ein internationales Gremium an die Seite zu stellen, das die Bibliotheken vorübergehend verwalten sollte. Die drei Elemente im Namen der Vereinigung, Archeologia, Storia und Storia dell’Arte, wählte man mit Blick auf die Bezeichnungen der deutschen Institute in Rom und Florenz: Deutsches Archäologisches Institut, Deutsches Historisches Institut und Kunsthistorisches Institut.
Hinter der Gründung der beiden Vereinigungen stand aber auch die weitergehende Idee, an die Ideale des 1828 auf dem römischen Kapitol gegründeten Instituto di corrispondenza archeologica anzuknüpfen. Dieser ursprünglich privatrechtliche Verein, einst Vorbild für viele nachfolgende nationale Institute, entwickelte sich bald zu einem preußisch-deutschen Institut: 1871 wurde es eine Anstalt des Deutschen Reiches, 1874 dann Kaiserlich Deutsches Archäologisches Institut. Was sich im Zeitalter der Nationalismen und der Weltkriege nicht halten konnte, sollte nunmehr wiederbelebt werden.
Die Vereinigung wurde 1955 Mitglied des Comité International des Sciences Historiques und 1956 der Fédération Internationale des Associations d’Études Classiques. Seit 1956 unterhält sie bei der American Academy in Rome eine Fotothek, eine weitere besteht bei der Bibliotheca Hertziana.